# Jean-Baptiste Romé de l’Isle
Jean-Baptiste Louis Romé de l'Isle (Gray, 26 de agosto de 1736 — Paris, 3 de julho de 1790) foi um mineralogista francês.
É considerado o criador da moderna cristalografia.
Formulou a lei de constância dos ângulos interfaciais em seu Tratado sobre Cristalografia (1772), baseado nas observações do geólogo Nicolaus Steno.
Em 1775 foi eleito membro estrangeiro da Academia Real das Ciências da Suécia.